# 特拉里卡
特拉里卡是巴西巴拉那州的一个市镇。总面积700.587平方公里，总人口14955人，人口密度21.3人/平方公里。